# دختر گیلان (فیلم)
دختر گیلان فیلمی بلند به کارگردانی لئو مور است که در سال ۱۹۲۸ ساخته شده‌است. این فیلم در اتحاد جماهیر شوروی و توسط استودیوی آذربایجان‌فیلم در باکو و شوشا ساخته و پخش شد. فیلنامه در اصل به زبان ترکی آذربایجانی نوشته شده‌است. بازیگران اصلی این فیلم صدقی روح‌الله و لطیف صفاروف و مدیر فیلمبرداری آن ایوان فرولوف بوده‌است.

## ماجرا
فیلم دختر گیلان در مورد جنبش آزادیبخش ملی سوسیالیستی ایران در دهۀ ۱۹۲۰ است و سقوط جمهوری شوروی سوسیالیستی ایران در منطقۀ گیلان تحت فشار شدید رضاخان و نیروهای انگلیسی که از نظر قدرت نظامی برتری داشتند را روایت می کند.

## در مورد فیلم
فیلم دختر گیلان بر اساس رمان «ماه برنزی» نوشته یوری اسلیوزکین ساخته شده است. کارگردان فیلم لئو مور در ۲۰ ژوئیۀ ۱۸۸۹ در ویتبسک متولد شد.
این فیلم اولین اثر سینمایی لطیف صفاروف بازیگر است.
برای اولین بار در تاریخ سینمای آذربایجان در این فیلم از مونتاژ کوتاه استفاده شده‌است که باعث پویایی فیلم شده‌است.
در جریان فیلمبرداری این فیلم، داستانی از سید حسین صادق نویسندۀ آذربایجانی به نام «دختر گیلان» منتشر شد که در مدت کوتاهی در میان خوانندگان به محبوبیت زیادی رسید. داستان «دختر گیلان» نیز مانند رمان «ماه برنزی» به همین موضوع اختصاص دارد. به احتمال زیاد کارگردان عنوان این داستان را مناسب‌تر دانسته و نام «دختر گیلان» را برای فیلم خود انتخاب کرده‌است.

## عوامل فیلم

### سازندگان
- کارگردان:‌ لئو مور
- فیلمنامه‌نویس: لئو مور، آ. و. بیخوفسکی
- بر اساس رمانی از: یوری اسلیوزکین
- مدیر فیلمبرداری: ایوان فرولوف
- رسام: الکساندر اس. قونچارسکی

### بازیگران
- صدقی روح‌الله — حاجی زَکیدَر
- س. آ. ماکوخینا — سکینه
- لطیف صفاروف — گُل‌گُل
- گئورگی پری‌ساشویلی — میرزا کوچک‌خان
- آقارضا قلیوف — ولی
- احسان‌الله خان دوستدار — احسان‌الله خان دوستدار
- آ. ا. بازرگانوف — حاجی مبارک
- ز. د. سیس — رقاصۀ مارو
- قاسم زینالوف — حاجی‌بیگ
- آ. آ. اولینسکی — صاحب کبابی
- و. م. کورولیوف — حسن
- میرسیف‌الدین کرمانشاهی
- آ. الکساندروفسکی